# Maurice del Valle
Alfred Marie Maurice Napoléon François de Paule del Valle  (* 25. April 1883 in Paris; † 13. September 1965 ebenda) war ein französischer Eishockeytorwart.  

## Karriere
Maurice del Valle nahm für die französische Eishockeynationalmannschaft an den Olympischen Winterspielen 1924 in Chamonix teil. Auf Vereinsebene spielte er für den Club des Patineurs de Paris. Mit diesem gewann er in der Saison 1911/12 den französischen Meistertitel.

## Erfolge und Auszeichnungen
- 1912 Französischer Meister mit dem Club des Patineurs de Paris